# Audi Steppenwolf
De Audi Steppenwolf was een conceptwagen van het Duitse automerk Audi. In 2001 werd de Steppenwolf voorgesteld aan het publiek tijdens het Mondial de l'Automobile in Parijs. De wagen maakte gebruik van het "Volkswagen PQ34-platform", hetzelfde dat werd gebruikt bij de productie van de Audi A3 en de Audi TT.
In 2007 werd een gelijkaardig concept geproduceerd, de Audi Cross Coupé quattro. Beide wagens worden beschouwd als voorlopers van de Audi Q3. 